# Col du Chasseral
Le col du Chasseral est un col du Jura suisse passant la crête du Chasseral à une altitude de 1 502 mètres. Il relie Nods sur le plateau de Diesse à Saint-Imier dans le vallon du même nom. Il est le plus haut col routier du Jura.
Les deux localités sont situées dans le Jura bernois mais le col est situé à la frontière du canton de Neuchâtel. Une route relie le col au sommet du Chasseral mais n'est autorisée au trafic privé que jusqu'à l'hôtel.
Cette route et celle du versant sud étaient propriété d'un syndicat et ainsi soumises à un péage pour les véhicules à moteur. Début 2007, la route a été reprise par le canton de Berne et n'est plus soumise à une taxe.
La route est fermée en période hivernale.